# يعقوب الغصين

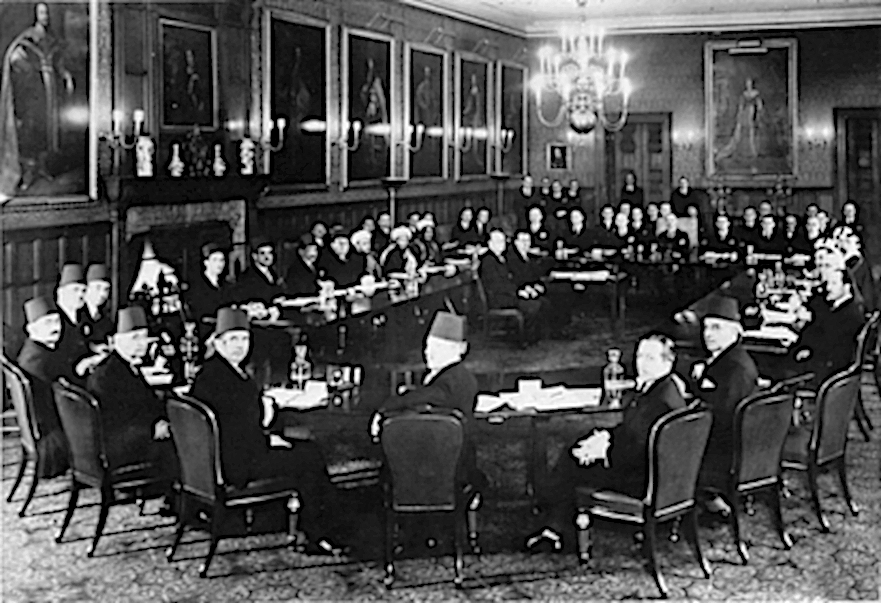
الوفد الفلسطيني إلى مؤتمر لندن في قصر سانت جيمس في عام 1939. في المقدمة ومن اليسار إلى اليمين فؤاد سابا، يعقوب الغصين، موسى العلمي، أمين التميمي، جمال الحسيني، عوني عبد الهادي، جورج أنطونيوس، ألفرد روك

يعقوب الغصين (وُلد في عام 1899 في الرملة - تُوفي في عام 1947 في القدس) سياسي فلسطيني ومؤسس تنظيم مؤتمر الشباب العربي. تخرج في القانون من جامعة كامبريدج. انتخب الغصين رئيسا للمؤتمر الوطني الأول للشباب العربي، الذي عقد في يافا في يناير 1932. كان عضوا وممثلا لحزبه في اللجنة العربية العليا في عام 1936. في عام 1937 كان عضوا في المجلس الإسلامي الأعلى. في 1 أكتوبر 1937، تم نفيه من قبل البريطانيين إلى جزر سيشل لكونه عضوًا في اللجنة العربية العليا، التي حظرها البريطانيون في 27 سبتمبر 1937، بعد اغتيال مفوض منطقة الجليل البريطاني بالإنابة، لويس يلاند أندروز.
في فبراير 1939، كان عضوا في الوفد الفلسطيني إلى مؤتمر لندن في قصر سانت جيمس.
أعاد الغصين تشكيل فصيله في عام 1945.

## الحياة الاجتماعية
كان متزوجاً من ثريا نسيبة، وهي أيضًا من النبلاء الفلسطينيين، وأنجبت 11 طفلاً هم؛ طلعت، خالد، عبد الكريم، توفيق، عايدة، خالدة، حياه، مطيعة، خديجة، نزهة و فطوم.

## الوفاة
توفي في القدس في 27 ديسمبر 1948.